# Carl Hartwig Ryder
Pour les articles homonymes, voir Ryder.
Carl Hartwig Ryder, né le 12 septembre 1858 à Copenhague où il est mort le 3 mai 1923, est un explorateur et météorologue danois.

## Biographie
Il est le fils de Frederik Valentin Ryder et de sa femme Henriette Sophie Cathrine Husmann. Il entre dans la Marine royale danoise. Second lieutenant en 1879, il est promu capitaine en 1897.
Il fait partie en 1882-1883 de l'expédition d'Adam Paulsen à Nuuk puis en 1884 rejoint Johannes Eugenius Bülow Warming et Theo Holm sur l'HDMS Fylla dans l'ouest du Groenland.
Après avoir été membre en 1885 de l'expédition de Jens Arnold Diderich Jensen, en 1886-1887, il dirige une expédition dans le district d'Upernavik puis, en 1891-1892, il mène une expédition dans le détroit Scoresby au Groenland à bord du navire Hekla. Bloqué par les glaces vers Ittoqqortoormiit, Ryfer effectue la première carte précise du détroit Scoresby et de système de fjords.
Il épouse en 1888 Ida Caroline Helene Clara Wolff (1864–1933).
Il devient en 1907 le Directeur du Service météorologique du Danemark, poste qu'il conserve jusqu'à sa mort en 1923.

## Publications
- 1895 : Observations météorologiques, magnétiques et hydrométriques de l'île de Danemark dans le Scoresby Sound - 1891-1892 (Opmaalingsexpeditionene til Julianehaabs-distrikt, 1894)

## Hommage
- Le Glacier Ryder a été nommé en son honneur.